# Lenguas lamalámicas
Las lenguas lamalámicas son una subdivisión de las lenguas pama, de la familia de Lenguas pama-ñunganas formada por varias lenguas, en Queensland (Australia).

## Lenguas
- Umbuygamu
- Mbariman-Gudhinma
- Lama-Lama
- Gugu Warra

El idioma umpithamu está estrechamente emparentado con las demás lenguas, llegando algunos lingüistas a clasificarlo dentro de las lenguas lamalámicas.